# Buba Espinho
Buba Espinho, nome artístico de Bernardo Ramos Ribeiro Ferraz Espinho (Beja, 24 de abril de 1995), é um cantor português.  É ao lado de António Zambujo ou Luís Trigacheiro, um dos cantores alentejanos mais conceituados.

## Biografia e carreira
Bernardo é filho do compositor do sucesso invulgar "As Meninas da Ribeira do Sado" - canção dos Adiafa -, Luís Espinho e de  Maria Rosa Martins Ramos Ribeiro Ferraz Espinho (falecida em 2023). Buba Espinho vem de uma família de artistas, filho de um músico e de uma avó pianista, está desde muito cedo familiarizado com a música, especialmente com o cante alentejano, um tipo de música tradicional do Baixo Alentejo, de onde provem o artista.  Deu os primeiros passos na música com o cante alentejano ao integrar diversos grupos, como Os Adiafa, A Moda da Mãe, Os Bubedanas, Mestre Cante ou Há Lobos sem Ser Serra. Um vasto caminho que chegado a 2016, e assumindo já o seu lugar como fadista, vence a Grande Noite do Fado no Coliseu dos Recreios, tornando-se numa das grandes promessas do panorama musical português.
Depois de se sagrar vencedor da Grande Noite do Fado, decide iniciar a sua carreira a solo. Desde então tem sido convidado regular em espetáculos de grandes nomes da música portuguesa: Rui Veloso, António Zambujo, Ana Moura, Celina da Piedade, Júlio Resende, entre muitos outros. 
De Beja partiu para Lisboa, com passagem pelas mais icónicas Casas de Fado da Cidade, do Faia a Casa de Linhares, do Clube do Fado à Adega Machado, e daqui para os principais palcos nacionais, com marcantes atuações no Festival NOS Alive, no Coliseu de Lisboa, Coliseu do Porto, Casa da Música, Centro Cultural de Belém, Ovibeja, e muitos mais. Para além de Portugal, Buba, trilha uma carreira que se prevê internacional, passando por países como Inglaterra, Timor, Espanha, Canadá, Suíça ou França. 
Em 2020 lança o seu primeiro disco de estúdio, O álbum inclui "Roubei-te Um Beijo", que conta com a participação de António Zambujo no single e no vídeo. Além desta música, o álbum tem a participação de Raquel Tavares. 
Em 2023, a banda D.A.M.A lança a canção de sucesso "Casa", com a participação de Buba Espinho, em homenagem ao cante alentejano.  No mesmo ano lança a canção "Ao Teu Ouvido", com Bárbara Tinoco.  No ano seguinte participou no Festival RTP da Canção 2024, com o tema "Farol", tendo ficado em sexto lugar.

## Vida pessoal
Fruto do relacionamento com Ana Carocinho, teve uma filha, Maria Amália, nascida a 7 de setembro de 2023. O nome escolhido pelo casal para a filha foi em homenagem à avó paterna de Buba.   Após dez anos de namoro, Bernardo e Ana separam-se em 2024.

## Discografia

### Álbuns[13]
- Buba Espinho (2020)
- Voltar (2023)

### Singles
- "Quem Sabe Um Dia" (2017)
- "Roubei-te Um Beijo", com António Zambujo (2020)[14]
- "Casa", com a banda D.A.M.A (2023)[15]
- "Ao Teu Ouvido", com Bárbara Tinoco (2023)[16]
- "É Tão Grande o Alentejo" (2024) - comemoração dos 10 anos do cante alentejano como Patrimônio Cultural Imaterial da Humanidade da UNESCO[17]